# Bord d'attaque
 (septembre 2018).
Si vous disposez d'ouvrages ou d'articles de référence ou si vous connaissez des sites web de qualité traitant du thème abordé ici, merci de compléter l'article en donnant les références utiles à sa vérifiabilité et en les liant à la section « Notes et références ».
Le bord d'attaque est la partie avant d'un profil aérodynamique (aile d'avion, hélice, etc.) ; il fait face au fluide. Selon les cas, le bord d’attaque peut être pourvu, ou non, de bec fixe ou mobile.

Vocabulaire pour décrire les profils aéronautiques.

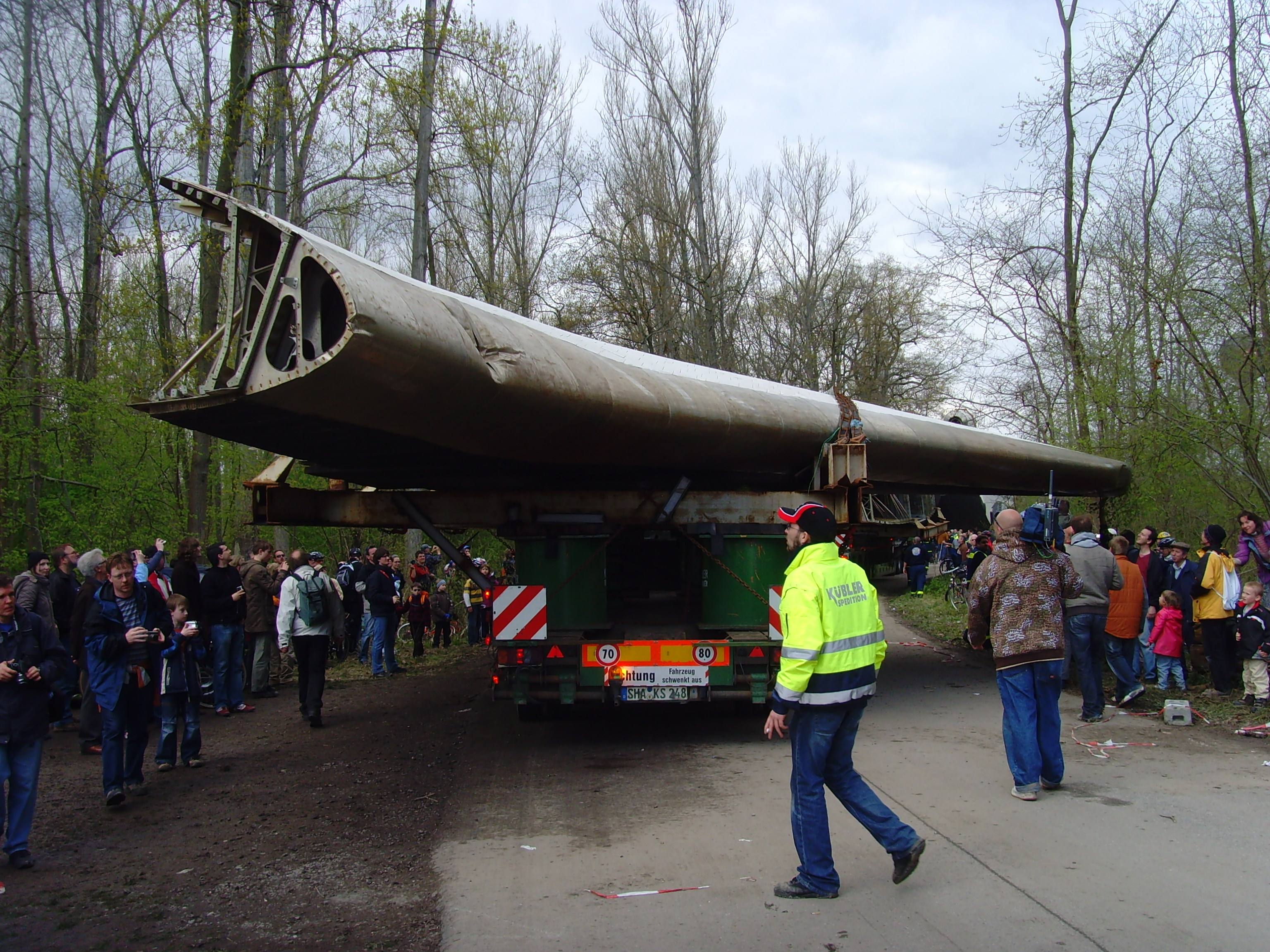
Le bord d'attaque de la navette spatiale Bourane OK-GLI transporté au musée des techniques de Spire.

## Description
Le bord d’attaque héberge le point d'arrêt (encore nommé « point de stagnation »), point où l’écoulement est divisé en deux parties (une partie passant au-dessus du profil et l'autre au-dessous). Ce point d'arrêt se déplace légèrement le long du profil en fonction de l’incidence.
D’un point de vue géométrique, le bord d’attaque est le point à l’avant du profil où le rayon de courbure de la surface est minimal. Ce point est indépendant de l’écoulement ; il permet de définir la ligne de corde ainsi que les propriétés géométriques en découlant, telles que la longueur de corde, la ligne de cambrure, ou encore l’épaisseur.
Sur les profils destinés à évoluer à des vitesses subsoniques, le rayon du bord d'attaque est assez grand (usuellement 1,5 % de la corde). Les profils supersoniques possèdent un bord d’attaque beaucoup plus aiguisé (de rayon plus faible).